# Thomas Stephen Cullen

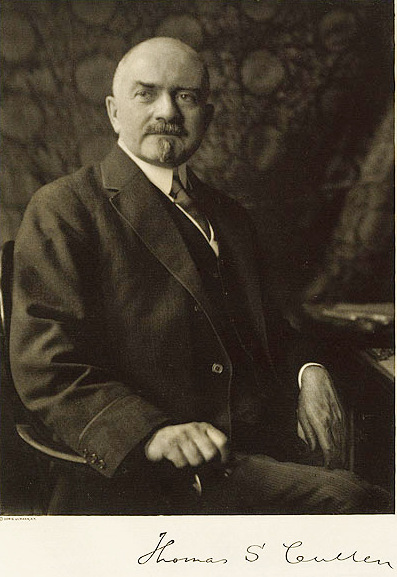

Thomas Stephen Cullen (* 20. November 1868 in Bridgewater, Ontario, Kanada; † 4. März 1953) war ein kanadisch-amerikanischer Gynäkologe. Nach ihm ist das Cullen-Zeichen benannt, das bei einer rupturierten Eileiterschwangerschaft und der akuten Pankreatitis (Bauchspeicheldrüsenentzündung) auftritt.
Thomas Stephen Cullen, Sohn eines Pfarrers, graduierte 1890 an der Universität Toronto. 1891 wurde er Assistent des Gynäkologen Howard Atwood Kelly am Johns Hopkins Hospital. 1893 reiste er zu einem Forschungsaufenthalt im Labor von Johannes Orth nach Göttingen. An der Johns Hopkins University arbeitete er in der gynäkologischen Pathologie, wo er 1900 zum Professor ernannt wurde.

## Bibliografie
- Cancer of the uterus. Its pathology, symptomatology, diagnosis, and treatment. Also the pathology of diseases of the endometrium. Appleton, New York NY 1900, (Digitalisat).
- Adeno-Myome des Uterus. Hirschwald, Berlin 1903, (Digitalisat).
- Adenomyoma of the uterus. Saunders, Philadelphia PA u. a. 1908, (Digitalisat).
- Myomata of the uterus. Saunders, Philadelphia PA u. a. 1909, (Digitalisat).
- Embryology, anatomy, and diseases of the umbilicus together with diseases of the urachus. Saunders, Philadelphia PA u. a. 1916, (Digitalisat).
- Early medicine in Maryland. Selbstverlag, Baltimore MD 1927.